# James Peck
James Baumann Peck (Montréal, 11 dicembre 1880 – Montréal, 22 giugno 1955) è stato un mezzofondista canadese.

## Carriera
Peck prese parte ai Giochi della III Olimpiade del 1904 con la squadra del Montréal Athletic Club. Disputò la gara degli 800 metri piani senza riuscire a conquistare nessuna medaglia.